# Porhydrus obliquesignatus
Porhydrus obliquesignatus là một loài bọ cánh cứng trong họ Bọ nước. Loài này được Bielz miêu tả khoa học năm 1852.